# 大阪バス

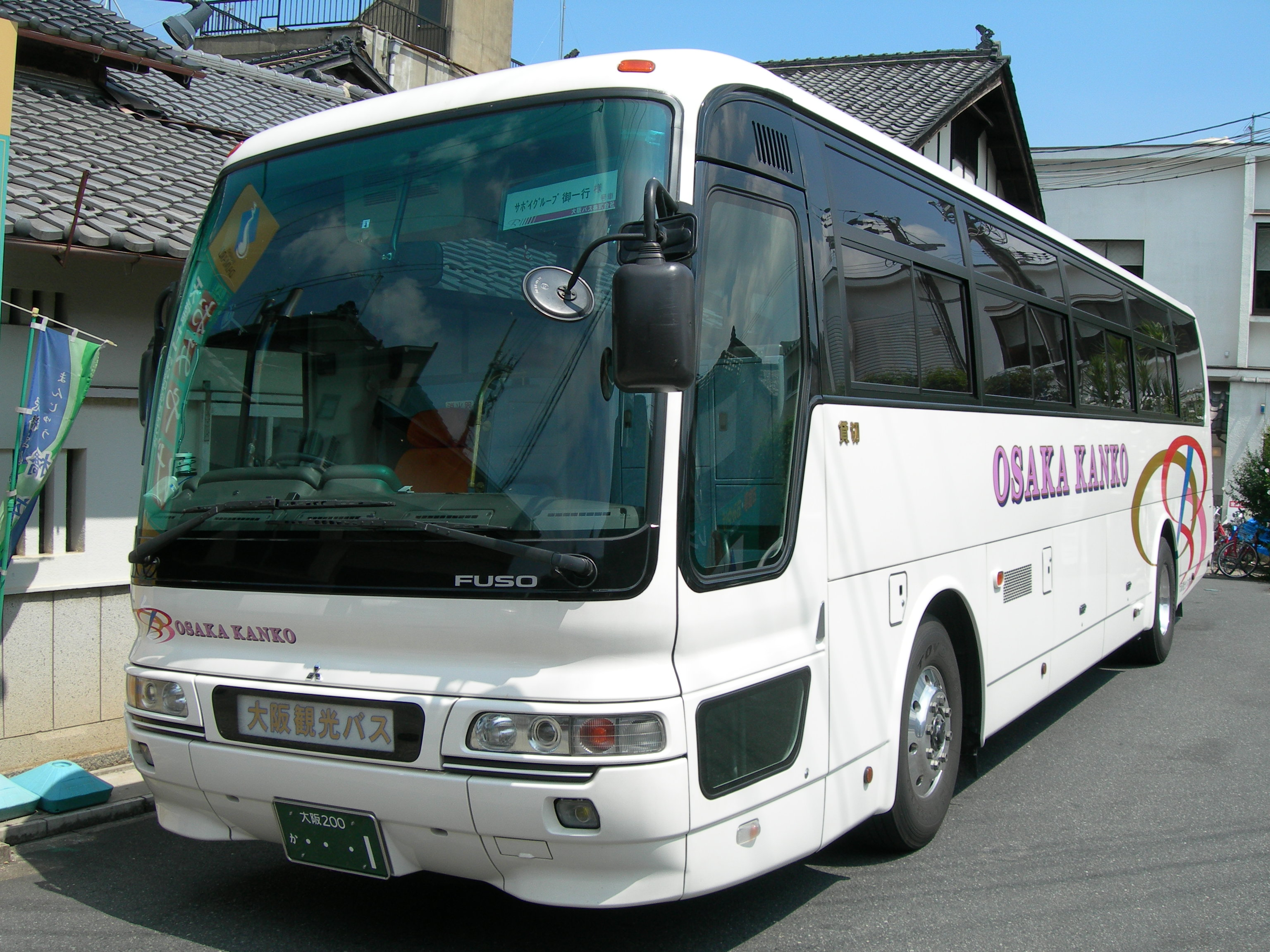
大阪観光バス本社所属車

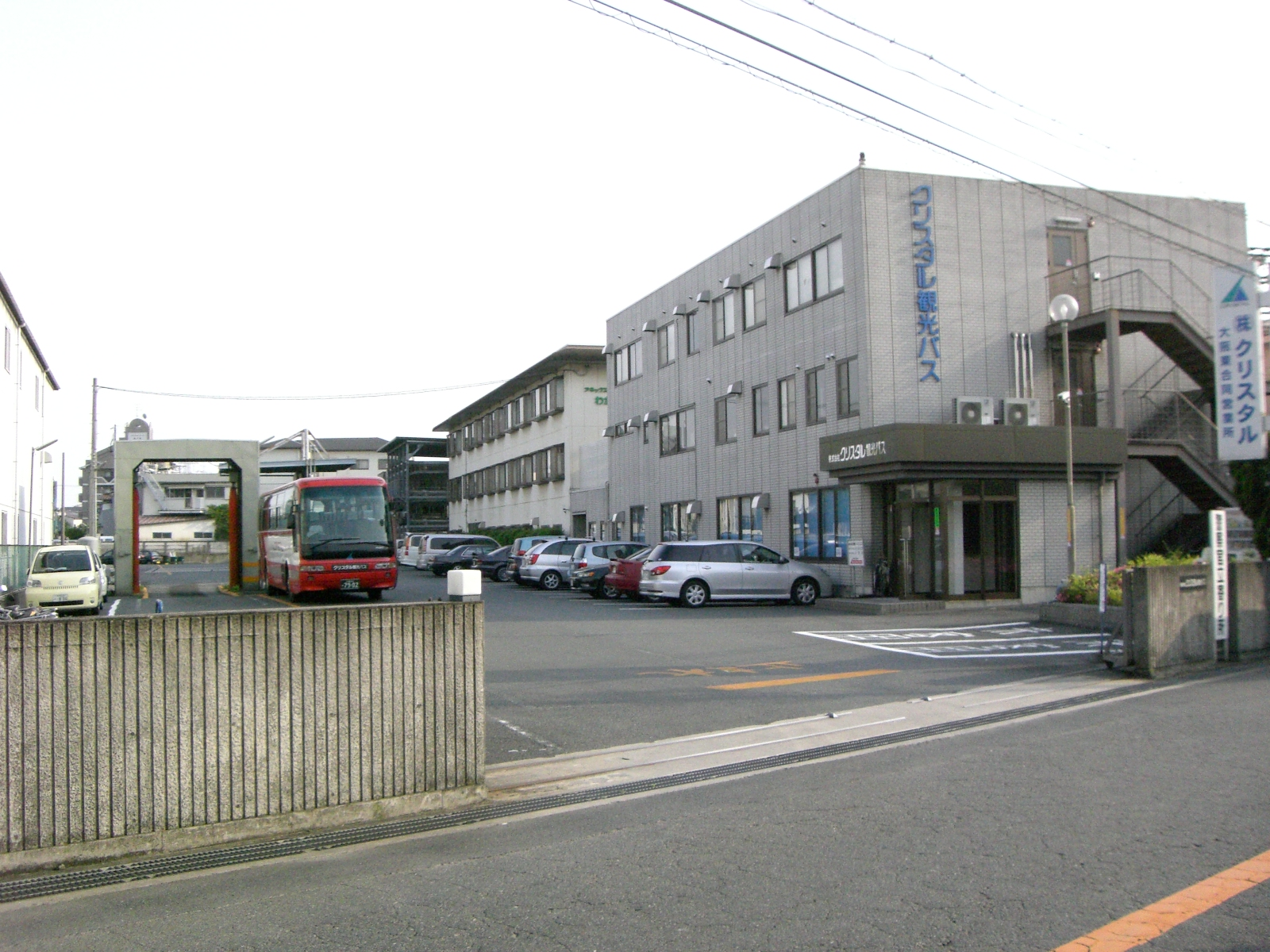
近畿観光バス大阪東営業所（旧・大阪名鉄観光バス本社。東大阪市）

大阪バス株式会社（おおさかバス、OSAKA BUS CO.,LTD.）は、大阪府東大阪市に本社を置き、バス事業とタクシー事業を行う日本の企業。東京大阪バスグループの基幹企業である。

## 概要
2002年（平成14年）1月に前田観光自動車（本社・京都府福知山市）が大阪西鉄観光バス（本社・大阪市平野区）の資産を西日本鉄道から買収して設立された。なお、大阪西鉄バスと大阪バスの間には法人上の継承関係はない。その後、クリスタル観光バスを買収するなどして順次子会社化し、これら各社によって北海道から近畿地方まで幅広い事業エリアを持つことになった。元は貸切バス専業であったが、2011年から高速乗合バス事業、2016年から一般路線バス事業にも進出している。
M&Aの拡大により2020年現在、大阪バス本体が観光バス38台、東京大阪バスグループ各社を含め400台余りを保有するバス事業者となった。
グループの社歌「Go!東京バス Go!大阪バス」の作詞・作曲はつんく♂が手掛けており、自社運行の都市間高速バスの車内チャイムにも使用されている。

## 沿革
- 2002年（平成14年）1月：大阪西鉄観光バス（大阪市平野区）（西日本鉄道系）の解散に併せ、資産を買収し設立。その際、本社・車庫を大阪府東大阪市に移転したため、なにわナンバーから大阪ナンバーに変更された。
- 2007年（平成19年）4月：クリスタル観光バスをグッドウィル・プレミア（現：ラディアホールディングス・プレミア）より買収。後に和歌山地区のみグループから離脱。
- 2011年（平成23年）3月17日：乗合バス事業に参入、京都特急ニュースター号を運行開始。
- 2012年（平成24年）
  - 4月25日：名古屋特急ニュースター号を運行開始。
  - 6月15日：東京特急ニュースター号を運行開始。
- 2013年（平成25年）
  - 4月24日：高知特急ニュースター号を運行開始。
  - 7月18日：高松特急ニュースター号を運行開始。
  - 11月1日：関西空港Airport Limousine（東大阪線）を運行開始（関西空港交通、近鉄バス、南海バスと共同運行）。
- 2014年（平成26年）4月1日：グループの近畿観光バス（同日より大阪バス近畿に社名変更）より神戸営業所を移管。
- 2015年（平成27年）
  - 6月3日：アクロス観光バスを買収し、アクロス大阪バス発足。
  - 7月18日：福知山特急ニュースター号を運行開始。
  - 9月16日：神戸市内遊覧フルオープンバスを運行開始。
- 2016年（平成28年）
  - 1月1日：グループ名を大阪バスグループから東京バスグループに改称[注釈 1]。
  - 6月：しろはと交通（福井県坂井市）を傘下に加え、福井バス発足。
  - 7月29日：一般路線バスに進出し、市内路線バス布施八尾線・久宝寺出戸線を運行開始。
  - 12月16日：京都名古屋特急ニュースター号を運行開始。
- 2018年（平成30年）
  - 4月6日：株式会社Osaka Wonder Loop Busより運行受託を南海バス・緑風観光から引き継ぎ、大阪ワンダーループバスを運行開始。
  - 4月18日：大阪空港Airport Limousine（八尾・東大阪線）を運行開始（大阪空港交通と共同運行）。
- 2019年（令和元年）
  - 7月1日：市内路線バス市立東大阪医療センター線を運行開始。
  - 9月23日：市内路線バス八尾志紀線を運行開始。
  - 12月21日：系統新設と市立東大阪医療センター線の改称により東大阪西地区循環バス運行開始。
- 2020年（令和2年）
  - 3月29日：市内路線バス御堂筋線を運行開始。
  - 4月1日：関西空港Airport Limousine（大阪城・日本橋線）を運行開始（関西空港交通、近鉄バスと共同運行）。
  - 7月18日：和歌山特急ニュースター号を運行開始（クリスタル観光バスと共同運行）。
  - 8月24日：市内路線バス俊徳道駅・近畿大学線を運行開始。
- 2021年（令和3年）
  - 5月1日：東京特急ニュースター号（池袋・埼玉線）を運行開始。
  - 9月1日：グループ名を東京大阪バスグループに改称。
- 2022年（令和4年）
  - 6月29日：愛知県でタクシー事業などを手掛ける文化交通（名古屋市中区）の全株式を中部日本放送（CBC）から譲受[4]。
  - 10月1日：綾部特急ニュースター号、名古屋福知山特急ニュースター号を運行開始。
- 2023年（令和5年）
  - 2月25日：市内路線バス新大阪線を運行開始。
  - 3月1日：HEARTS博多特急ニュースター号を運行開始（ロイヤルバスと共同運行）。
  - 9月15日：神戸空港Airport Limousineを運行開始。
- 2024年（令和6年）3月1日：神戸営業所を大阪観光バス（旧・大阪バス近畿）に移管。
- 2025年（令和7年）
  - 3月31日：大バス太平タクシーおよび大バス米運タクシーの全株式を東京・日本交通に譲渡。
  - 4月1日：市内路線バス機械団地線・金物団地線を運行開始。
  - 6月10日：市内路線バス布施徳庵線を運行開始。

## 本社・営業所
- 本社
  - 大阪府東大阪市高井田中3丁目6番21号
    - グループ各社の大阪地区営業拠点としても機能する。

## 高速バス路線
「ニュースター号」は大阪バスの登録商標（第5453935号）。

### 京都特急ニュースター号
京都特急ニュースター号は東京大阪バスグループが運行する高速バス路線である。大阪市中央区のホテルニューオータニ大阪・大阪府東大阪市の東大阪布施駅〜京都府京都市下京区の京都駅（八条口）を結ぶ路線である。第二京阪道路を経由するため、座席定員制となっている。運行開始して間もない時期は東大阪長田駅を出ると第二京阪道路の第二京阪門真ICから流入していたが、現在は近畿自動車道の東大阪北ICから流入している。
東大阪布施駅は北口ロータリー、京都駅は八条口G2のりばから発着する。

#### 運行会社
- 大阪バス

開業当初は大阪バスのみの単独運行であるが、2015年から2024年まではグループ会社も運行に加わっていた時期があった。
- 過去の運行事業者（新型コロナウィルス感染症の拡大による運休期間を除く）
  - 京都観光バス（2015年7月1日から2024年1月4日まで）
  - 大阪バス近畿（2018年9月1日から2024年4月30日まで）
  - 名古屋バス（2019年10月1日から2021年6月30日まで）

#### 路線沿革
- 2011年（平成23年）
  - 3月17日： 1日17往復で運行開始。
  - 12月7日： 「東大阪長田駅」停留所を新設。1日11往復に減便。
- 2012年（平成24年）
  - 4月11日： 1往復増便（京都側を午前中に出発する1便と、東大阪側を夕方に出発する1便）や、東大阪側からの最終便の出発時刻20分繰り下げ、などを含むダイヤ改正（1日12往復に増便）[5]。
  - 12月25日： 1日15往復に増便、「高速京田辺」停留所を新設[6]。
- 2014年（平成26年）12月1日：ダイヤ改正。「清水五条駅」「祇園四条駅」停留所を新設。
- 2015年（平成27年）7月1日：ダイヤ改正。これまでは大阪バスの単独運行だったが、このダイヤ改正から15往復中4往復について京都観光バスの担当便となる。
- 2016年（平成28年）
  - 4月1日：ダイヤ改正。1日16往復に増便。大阪バス7往復、京都観光バスが9往復の担当。
  - 5月16日：ダイヤ改正。便数は変更が無いが、大阪バス担当が9往復、京都観光バス担当が7往復に変更。
- 2017年（平成29年）
  - 4月29日：ダイヤ改正。「高井田柳通中」、「高井田中央駅」停留所を新設。
  - 10月14日：ダイヤ改正。「大阪城・ホテルニューオータニ大阪」停留所を新設。
- 2018年（平成30年）9月1日：ダイヤ改正。1日10往復に減便。運行会社に大阪バス近畿が担当に加わり、大阪バス担当が5往復、大阪バス近畿が2往復、京都観光バスが3往復となる。
- 2019年（令和元年）
  - 10月1日：ダイヤ改正。運行会社に名古屋バスが担当に加わる。
  - 12月10日：ダイヤ改正。10往復中4往復が毎日運転から火・水曜運休に変更[7]。
- 2020年（令和2年）
  - 3月26日：ダイヤ改正。新型コロナウイルス感染症の拡大による影響で1日6往復（大阪バス担当3往復、大阪バス近畿1往復、京都観光バス2往復、名古屋バス担当便が消滅）に減便されたが[8]、翌4月7日に非常事態宣言が発令されたのに伴い4月13日から当面の間1日に2.5往復（大阪バス担当のみ）に減便[9][10]。さらに緊急事態宣言の実施対象が全国へ拡大されたため4月18日から全便運休[11]。
  - 6月1日：緊急事態宣言の解除に伴い1日6往復（大阪バス担当0.5往復、大阪バス近畿担当3往復、京都観光バス担当2往復）で運行再開[12][13]。
  - 7月10日：金土日祝日に限り1日8往復（大阪バス担当0.5往復、大阪バス近畿担当2往復、京都観光バス担当3.5往復、名古屋バス担当2往復）に増便。その他の日は6月1日改正の運行ダイヤの1日6往復で運行される[14][15]。
- 2021年（令和3年）
  - 7月1日：ダイヤ改正。「東大阪永和駅」停留所新設。1日7往復に変更。大阪城・ホテルニューオータニ大阪を発着する便以外の運行区間が東大阪布施駅から東大阪永和駅に延長[16][17]。
  - 7月17日：京都駅発の1便のみ終点を桜島駅からユニバーサル・スタジオ・ジャパンに延長[18][19]。
- 2023年（令和5年）8月1日：ダイヤ改正。1日3.5往復に減便[20][21]。東大阪永和駅への乗り入れの休止。
- 2024年（令和6年）
  - 1月5日：ダイヤ改正。1日3往復に減便[22][23]。
  - 5月1日：ダイヤ改正。1日5往復に増便。今回のダイヤ改正から大阪バスの単独運行に戻る[24][25]。
  - 9月17日：ダイヤ改正。1日4.5往復に減便。京都特急の桜島駅、ユニバーサル・スタジオ・ジャパンへの乗り入れが取りやめとなる。
  - 11月10日：ダイヤ改正。1日5.5往復に増便。
- 2025年（令和7年）
  - 4月1日：ダイヤ改正。1日4.5往復に減便。この改正より朝の京都行き1便を除いて全便トイレ付車両での運行となる。

#### 運行経路・停車箇所
運行開始当初は東大阪布施駅と京都駅を結ぶ系統のみであったが、京都市内の停留所追加やホテルニューオータニ大阪とユニバーサル・スタジオ・ジャパンへの乗り入れ、乗り入れの取りやめなどにより運行区間の変更が行われ、2025年4月1日現在は以下の系統で運行されている。
- 往路（大阪城・ホテルニューオータニ発）：大阪城・ホテルニューオータニ大阪 → 東大阪布施駅 → 高井田柳通中 → 高井田中央駅 → 東大阪長田駅 → （近畿自動車道・ 第二京阪道路） → 高速京田辺 → 京都駅 → 清水五条駅 → 祇園四条駅
- 往路（東大阪布施駅駅発）：東大阪布施駅 → 高井田柳通中 → 高井田中央駅 → 東大阪長田駅 → （近畿自動車道・ 第二京阪道路） → 高速京田辺 → 京都駅
- 復路（東大阪布施駅行き）：清水五条駅 → 祇園四条駅 → 京都駅 → 高速京田辺 → （第二京阪道路・近畿自動車道） → 高井田中央駅 → 高井田柳通中 → 東大阪布施駅
- 復路（東大阪布施駅行き）：京都駅 → 高速京田辺 → （第二京阪道路・近畿自動車道） → 高井田中央駅 → 高井田柳通中 → 東大阪布施駅

#### 乗車方法
予約なしに乗車可能。乗車時に降車する停留所を伝えて現金で支払う運賃前払い方式の他、東大阪市内～京都市内の利用に限りJTBレジャーチケットの前売り乗車券が販売されている。
東大阪市内～高速京田辺および京都市内、大阪市内～高速京田辺および京都市内で利用できる。東大阪市内および京都市内だけでの利用は出来ない。
また、ユニバーサル・スタジオ・ジャパンへ乗り入れていた頃は大阪市内（ホテルニューオータニ大阪 - ユニバーサル・スタジオ・ジャパン）だけの利用が出来、公式サイトの運賃表に記載があった。

#### 車両
- 4列リクライニングシート・トイレ付49人乗りの三菱ふそう・エアロエース、またはトイレ無60人乗りの三菱ふそう・エアロエース、いすゞ・ガーラを使用。トイレ付車両で運行される便は、所定の車両が点検・整備により運休となる場合はトイレ無し車両または3列リクライニングシート・トイレ付29人乗りの三菱ふそう・エアロエースが使用される。

### 名古屋特急ニュースター号
名古屋特急ニュースター号は大阪バス・名古屋バス・大阪観光バスが運行する高速バス路線である。大阪府大阪市天王寺区の天王寺駅と愛知県名古屋市中区の愛知県庁前を結ぶ路線である。名古屋駅を発着する他社の高速バス路線と異なり、名古屋駅太閤通口向かい側のビックカメラ前にあるバス停を発着する。

#### 運行会社
- 大阪バス
- 名古屋バス
- 大阪観光バス

#### 路線沿革
- 2011年（平成23年）11月： 国土交通省に認可申請（「2012年3月運行開始予定」と発表）。
- 2012年（平成24年）
  - 2月20日： 国土交通省が認可[29]。
  - 3月8日： 「2012年4月25日運行開始予定」や、ダイヤ・バス停 等を発表[30]。
  - 4月25日： 1日4往復で運行開始。
  - 7月17日： 4往復中1往復を毎日運転から土曜・休日運転へ変更[31]。
  - 10月1日： 1日3往復（毎日運転）に減便、「高速京田辺」停留所を新設[32]。
  - 12月25日：12月25日から3月31日まで、期間限定割引「大人片道2,320円」を実施[33]。
- 2013年（平成25年）
  - 2月1日： 全便を土曜・休日など特定日運転に変更（1日最大3往復・最小片道1便）。また、「大阪駅」停留所を新設し、「東大阪布施駅」停留所を休止[34]。
  - 2月18日： 大阪駅（「JTB大阪ステーションシティ支店・ノースゲートビルディング店」）で回数券の販売を開始）[35]。
  - 4月1日： 全便特定日運転のままながら、1日最大5往復（最小片道2便）[36] に増便。また、最大20％割引の「楽天トラベル限定割引運賃」を設定[37]。
  - 12月21日： 1日2往復を毎日運行、ほか休日等特定日に2往復（1日最大4往復）の運行に変更[38]。
- 2014年（平成26年）
  - 1月14日： 全便を休日等特定日の運行に変更[39]。
  - 7月1日： 東京特急ニュースター号と共に運賃改定。
  - 8月5日： ダイヤ改正により、全便を毎日運行に変更。このダイヤ改正より、1往復を名古屋バスへ移管（名古屋朝発、大阪夕発）。
  - 12月1日： 大阪駅おりばを移転（のりばの向かい側へ）[40]。
- 2015年（平成27年）
  - 5月1日： 「ユニバーサル・スタジオ・ジャパン」、「名古屋栄」、「愛知県庁前」の3箇所にバス停を新設[41]。
  - 7月18日： ダイヤ改正。
- 2016年（平成28年）12月16日：1日3往復に増便。
- 2018年（平成30年）11月1日：1日6往復に増発。
- 2019年（令和元年）
  - 10月1日：1日15往復に増発。運行会社に京都観光バスが担当に加わる。この改正により車両運用を各社の最寄りターミナルを起点に、名古屋、京都、大阪の三都市を日帰りでループする形になっている。
  - 12月10日：15往復中4往復を毎日運転から火・水運休に変更[7]。
- 2020年（令和2年）
  - 3月26日：ダイヤ改正。新型コロナウイルス感染症の拡大による影響で1日11.5往復（大阪バス担当4.5往復、大阪バス近畿1往復、京都観光バス1往復、名古屋バス担当5往復）に減便されたが[8]、翌4月7日に緊急事態宣言が発令されたのに伴い4月13日から当面の間一日に4.5往復（大阪バス担当2.5、名古屋バス担当2往復）に減便[9][10]。さらに緊急事態宣言の実施対象が全国へ拡大されたため4月18日から全便運休[11]。
  - 4月28日：1日8往復（大阪バス4往復。名古屋バス担当4往復）[42] で運行が再開されたが、翌5月1日から1日2往復のみ（大阪バス、名古屋バス担当便が各1往復）の運行に変更されている[43]
  - 5月21日：緊急事態宣言が8道府県を除いて5月15日をもって解除されたのに合わせて、1日10往復（大阪バス5往復、名古屋バス5往復）で運行再開[44][45]。
  - 6月1日：緊急事態宣言の解除に伴い1日12往復（大阪バス担当3.5往復、大阪バス近畿担当2往復、京都観光バス担当1.5往復、名古屋バス担当5往復）で運行再開[12][46]。
  - 7月10日：金土日祝日に限り1日16往復（大阪バス担当3.5往復、大阪バス近畿担当3往復、京都観光バス担当3.5往復、名古屋バス担当6往復）に増便。その他の日は6月1日改正の運行ダイヤの1日12往復で運行される[14][47]。
- 2023年（令和5年）8月1日：ダイヤ改正。平日を1日5.5往復、土休日を1日6.5往復に減便[20][21]。
- 2024年（令和6年）
  - 5月1日：ダイヤ改正。時刻を変更し、6.5往復が全便毎日運行となる。
  - 5月7日：名古屋120便が天王寺駅行きから大阪駅止めに変更。
  - 6月10日：ダイヤ改正。平日を1日6.5往復、土休日を1日7.5往復に増便。
- 2025年（令和7年）5月1日：土休日の1往復を運休。毎日6.5往復となる。

#### 運行経路・停車箇所
- 天王寺駅・ユニバーサル・スタジオ・ジャパン（名4便・名7便のみ停車）・大阪駅 - （阪神高速道路） - 東大阪長田駅 - （第二京阪道路） - 高速京田辺 - （第二京阪道路） - （京滋バイパス） - （名神高速道路） - （新名神高速道路） - （東名阪自動車道） - （名古屋高速道路） - 名古屋駅 - 名古屋栄 - 愛知県庁前

途中、甲南PAで20分間の休憩を行う。

#### 車両
- 二人掛け4列リクライニングシート（トイレ付・トイレ無し両方あり。名古屋バス運行便はトイレ無し）

### 京都名古屋特急ニュースター号

#### 運行会社
- 京都観光バス
- 名古屋バス
- 大阪バス
- 大阪バス近畿

#### 路線沿革
- 2016年（平成28年）12月16日：1日4往復で運行開始する。
- 2018年（平成30年）11月1日：1日8往復に増便される。
- 2019年（令和元年）
  - 10月1日：1日12往復に増便。
  - 12月10日：12往復中4往復を毎日運行から火・水運休に変更[7]。
- 2020年（令和2年）
  - 3月26日：ダイヤ改正。新型コロナウイルス感染症の拡大による影響で1日8往復（大阪バス担当1往復、大阪バス近畿担当1往復、京都観光バス担当2往復、名古屋バス担当4往復）に減便されたが[8]、翌4月7日に緊急事態宣言が発令されたのに伴い4月13日から当面の間一日3.5往復（大阪バス担当0.5往復、京都観光バス担当1往復、名古屋バス担当2往復）に減便[9][10]。さらに緊急事態宣言の実施対象が全国へ拡大されたため4月18日から全便運休[11]。
  - 6月1日：緊急事態宣言の解除に伴い1日8往復（大阪バス担当1往復、大阪バス近畿担当1往復、京都観光バス担当2往復、名古屋バス担当4往復）で運行再開[12][48]。
  - 7月10日：金土日祝日に限り1日11往復（大阪バス担当0.5往復、大阪バス近畿担当2往復、京都観光バス担当4.5往復、名古屋バス担当4往復）に増便。その他の日は6月1日改正の運行ダイヤの1日8往復で運行される[14][49]。
- 2023年（令和5年）8月1日：ダイヤ改正。1日4.5往復に減便[20][21]。
- 2024年（令和6年）
  - 1月5日：ダイヤ改正。1日3.5往復に減便[22][23]。
  - 5月1日：ダイヤ改正。1日2.5往復に減便。

#### 運行経路・停車箇所
- 京都駅 - （名神高速道路） - （新名神高速道路） - （東名阪自動車道） - （名古屋高速道路） - 名古屋駅 - 名古屋栄 - 愛知県庁前

#### 車両
- 二人掛け4列リクライニングシート（トイレなし）

### 東京特急ニュースター号

#### 運行会社
- 大阪バス
- 東京バス（足立営業所）
- クリスタル観光バス（一部便を委託）[50]

#### 路線沿革
- 2012年（平成24年） - 国土交通省に認可申請（「2012年4月運行開始予定」）と発表。
  - 4月7日 - 「2012年6月15日運行開始予定」や、ダイヤ・バス停等を発表[51]。
  - 6月15日 - 1日1往復で運行開始。東京バスが東京側の運行支援業務を担当。
- 2013年（平成25年）
  - 1月15日 - 「秋葉原駅」停留所を新設[52]。
  - 2月18日 - 大阪駅（「JTB大阪ステーションシティ支店・ノースゲートビルディング店」）で回数券の販売を開始[35]。
  - 12月1日 - 1日2往復に増便。「上本町」停留所を新設[38]。
- 2014年（平成26年）
  - 1月14日 - 月・火・水曜日を1往復の運行に変更[39]。
  - 4月1日 - 毎日2往復に戻す。
  - 6月1日 - 東京バスが運行に参入[53]。
  - 7月1日 -  名古屋特急ニュースター号と共に運賃改定。
  - 12月1日 - USJ停車開始（東3・4便のみ）[54]。大阪駅、上本町駅おりばを移転[40]。
- 2015年（平成27年）7月18日 - ダイヤ改正。
- 2020年（令和2年）
  - 4月10日：緊急事態宣言の実施対象が全国へ拡大されたことを受けて3往復中の1往復を運休。
  - 6月19日：県境越えの移動制限解除に合せて緊急事態宣言解除後も運休が継続されていた1往復が運行再開。当分の間は東京行き1便を木・金曜日、大阪行き1便を金・土曜日に運行[55]。
  - 9月1日：当面の間は金・日曜日の1往復のみの運行に変更となったが[56]、同月18日以降から3往復中の2往復を毎日運行に再度変更される[57]。
- 2025年（令和7年）4月1日：ダイヤ改正。時刻の変更のみ。

#### 運行経路・停車箇所
- 東大阪永和駅・東大阪布施駅・上本町駅・天王寺駅・USJ（東3、4便のみ経由）・大阪駅・京都駅 - 東京駅・秋葉原駅・北区王子駅

#### 車両
- 一人掛け3列独立リクライニングシート（トイレ付）。但し続行車には4列シート車やトイレなし車両も使用される。

### 東京特急ニュースター号（池袋・埼玉線）

#### 運行会社
- 大阪バス
- 東京バス

#### 路線沿革
- 2021年（令和3年）5月1日：1日1往復で運行開始[58][59]。

#### 運行経路・停車箇所
- 大阪駅 - 池袋駅西口・さいたま新都心バスターミナル

#### 車両
- 一人掛け3列独立リクライニングシート（トイレ付）。

### 福知山特急ニュースター号

#### 路線沿革
- 2015年（平成27年）6月18日：「2015年7月18日運行開始予定」や、ダイヤ・バス停等を発表[60]。
- 2015年（平成27年）7月18日： 1日3往復で運行開始。当初の停留所は「東大阪布施駅」「上本町駅」「天王寺駅」「ユニバーサル・スタジオ・ジャパン」「大阪駅」「福知山駅」の6停留所。
- 2016年（平成28年）3月19日：1日2往復に減便。「東大阪布施駅」、「上本町駅」、「天王寺駅」の3停留所を廃止[61]。
- 2016年（平成28年）4月8日：大阪行のみダイヤ改正。
- 2017年（平成29年）4月29日：ダイヤ改正。「福知山インター」「松縄手」「福知山市役所前」を新設。
- 2020年（令和2年）
  - 4月18日：緊急事態宣言の実施対象が全国へ拡大されたことを受けて4月18日に夕方の福知山駅行きの2便が運休。翌日の4月19日からは全便運休[11]。
  - 6月19日：緊急事態宣言の解除に伴い運行再開。当面の間は大阪行きの2便を金・土・日曜日、福知山行きの2便を土・日・月曜日に運行[62]。
  - 6月28日：「桜島駅」と「夢洲」を新設。USJまで運行されていた1往復が日曜日に限り桜島駅・夢洲に延長される[63][64]。
  - 11月16日：全日運行再開[65]。
- 2021年（令和3年）
  - 1月14日：1日1往復に減便。「夢洲」を削除[66]。
  - 「桜島駅」を削除[67]。
  - 10月5日：再び大阪行きは金・土・日曜日、福知山行きは土・日・月曜日のみの運行となる[68]。
- 2022年（令和4年）10月1日：1日3往復に減便。「桜島駅」「鶴橋・コリアタウン」「上本町駅」「道頓堀（乗車のみ）」「心斎橋長堀橋（乗車のみ）」「なんば（降車のみ）」「石原駅前」「綾部駅」を新設し、「夢洲」を廃止。福知山駅まで運行していた全便が綾部駅まで延長される[69]。
- 2023年（令和5年）
  - 6月1日：1往復（福5便と福8便）を当面の間運休。続く6月5日から福9便、6月6日から福6便がそれぞれ当面の間運休。これらの運休により1日1往復に減便。「鶴橋・コリアタウン」「なんば（降車のみ）」への乗り入れが休止[70]。
  - 8月1日：ダイヤ改正。「石原駅前」「綾部駅」への乗り入れを休止[20][21]。
- 2024年（令和6年）
  - 2月1日：「布施駅前」「石原駅前」への乗り入れを再開[71]。
  - 5月1日：ダイヤ改正。時刻の変更のみ。

#### 運行経路・停車箇所
桜島駅（降車のみ）・USJ（降車のみ）・布施駅前（乗車のみ）・上本町駅（乗車のみ）・道頓堀（乗車のみ）・心斎橋長堀（乗車のみ）・大阪駅 - 福知山インター・石原駅前・松縄手・福知山市役所前・福知山駅

#### 車両
二人掛け4列リクライニングシート（トイレ付）

### 綾部特急ニュースター号

#### 路線沿革
- 2022年（令和4年）10月1日：1日2往復で運行開始[69]。
- 2023年（令和5年）
  - 4月17日：1.5往復が当面の間運休。京都駅16:00発（福京5便）のみ運行[72]。
  - 9月までの間に全便運休となる[73]。

#### 運行経路・停車箇所
京都駅 - 綾部駅・石原駅前・松縄手・福知山市役所前・福知山駅

#### 車両
二人掛け4列リクライニングシート（トイレなし）

### 名古屋福知山特急ニュースター号

#### 路線沿革
- 2022年（令和4年）10月1日：1日1往復で運行開始[69]。
- 2023年（令和5年）6月1日：当面の間全便の運行を休止[74]。

#### 運行経路・停車箇所
名古屋駅 - 京都駅 - 綾部駅・石原駅前・松縄手・福知山市役所前・福知山駅

#### 車両
二人掛け4列リクライニングシート（トイレなし）

### 和歌山特急ニュースター号

#### 運行会社
- 大阪バス
- クリスタル観光バス

#### 路線沿革
- 2020年（令和2年）
  - 7月18日：1日9往復（大阪バス担当5往復、クリスタル観光バス担当4往復）で運行開始[75][76][77]。
  - 8月18日：新型コロナウイルス感染症の再拡大の影響により、当面の間1日5往復の減便ダイヤで運行[78][79]。
- 2021年（令和3年）1月14日：当面の間運行を休止[80]。
- 2022年（令和4年）7月15日：1日4往復（大阪バス担当2往復、クリスタル観光バス担当2往復）で運行再開[81]。停留所に「桜島駅」「USJ」が追加され1往復が両停留所に停車する代わりに大阪駅には乗り入れない[82][83][84]。
- 2023年（令和5年）4月17日：全便が当面の間運行を休止[72]。

#### 運行経路・停車箇所
- 大阪国際空港（長距離高速バスのりば）- （阪神高速道路11号池田線） - 大阪駅（桜橋口） - （阪神高速道路11号池田線・阪神高速道路1号環状線・阪神高速道路16号大阪港線・阪神高速道路4号湾岸線・関西空港自動車道・阪和自動車道） - 和歌山駅東口
- 前述の通り、桜島駅・USJの停車する便は大阪駅には停車しない。
- 大阪駅の停留所は桜橋口にあるが、和歌山行きのりばがエキマルシェ大阪・Dream Shop前（2番のりば）となり、大阪国際空港行きおりばがALBI前（1番のりば）と同社が運行する他の都市間高速バス路線と乗降場所が逆になっている[85]。

#### 車両
- 二人掛4列リクライニングシート

### Airport Limousine（関西空港リムジンバス）東大阪線
近鉄バス・関西空港交通の3社による共同運行。

#### 沿革
- 2013年（平成25年）11月1日：1日13往復（うち自社運行便4往復）で運行開始。
- 2014年（平成26年）7月11日：1日9往復（うち自社運行便3往復）に減便。
- 2015年（平成27年）4月1日：1日5.5往復（うち自社運行便3往復、他社は近鉄と南海が1往復、関西空港交通が布施→空港のみ0.5往復）に減便。
- 2016年（平成28年）4月1日：1日4.5往復（南海担当の1往復を廃止）に減便。これにより南海バスが当路線から撤退。
- 2017年（平成29年）1月28日：1日4往復に減便。近鉄と関西空港交通は0.5往復の担当に。「関西空港第2ターミナル」停留所を新設。
- 2020年（令和2年）
  - 4月1日：新型コロナウイルス感染症の拡大による関西国際空港を発着する旅客機に減便が発生している影響を受けて一日3往復（うち自社運行便1.5往復）に減便[86][87]。
  - 5月10日：緊急事態宣言の対象地域の拡大による影響に伴い全便運休[88]。
  - 8月8日：運行再開。ただし当面の間は1日3往復のうち1.5往復で運行される[89][90]。
  - 9月27日：新型コロナウイルス感染症の再拡大により当面の間運行を休止[91]。

#### 運行経路・停車箇所
- 東大阪布施駅（FS2）・東大阪長田駅（FS1） ‐ （近畿自動車道・堺泉北道路・阪神高速道路4号湾岸線・関西空港自動車道）- 関西国際空港第1ターミナル・第2ターミナル[92]

#### 車両
- 自社便は2人掛け4列リクライニングシート（トイレ付き）の日野・セレガを使用。（検査等により、京都特急ニュースター号で使用されている日野・セレガまたは三菱ふそう・エアロエースが運用される場合がある）

### Airport Limousine（関西空港リムジンバス）大阪城・日本橋線
近鉄バス・関西空港交通の3社による共同運行。

#### 路線沿革
- 2020年（令和2年）
  - 4月1日：1日6往復（大阪バス担当2往復、近鉄バス担当2往復、関西空港交通担当2往復）で運行開始[93]。
  - 5月10日：緊急事態宣言の対象地域が全国へ拡大にしたことに伴い全便運休[88]。
- 2024年（令和6年）
  - 7月1日：運行再開。1日6往復での運行と担当便数の割り当ては休止前と同じ。「なんば黒門市場前」停留所への乗入れが取り止め。「DOTON PLAZA 大阪」と「帝国ホテル大阪」が停留所として追加。運行経路も変更され、DOTON PLAZA 大阪から関西国際空港までの系統を基準にホテルニューオータニ大阪と帝国ホテル大阪まで延長される系統が設定される[94][95]。
  - 8月4日：DOTON PLAZA 大阪発を1便増発（関西空港交通担当）。1日6.5往復に変更[96][97]。
  - 9月1日：関西空港交通と近鉄バスが片道1便づつ増便し、1日7.5往復に変更。
  - 11月15日：関西空港交通が1往復増便し、1日8.5往復に変更。
- 2025年（令和7年）
  - 1月20日：関西空港交通が1往復増便し、1日9.5往復に変更。
  - 3月1日：関西空港交通が4往復増便し、1日13.5往復に変更。
  - 7月19日：関西空港交通がDOTON PLAZA大阪発を1便、近鉄バスが1往復それぞれ増便し、DOTON PLAZA大阪発が1日16便、関西国際空港発が1日14便に変更。

#### 運行経路・停車箇所
- 帝国ホテル大阪（ON3）・ホテルニューオータニ大阪（ON2）・DOTON PLAZA 大阪（ON1） ‐ （阪神高速道路）- 関西国際空港第1ターミナル・第2ターミナル
- ホテルニューオータニ大阪（ON2）・DOTON PLAZA 大阪（ON1）  ‐ （阪神高速道路）- 関西国際空港第1ターミナル・第2ターミナル[98][99][94][95]
- DOTON PLAZA 大阪（ON1）  ‐ （阪神高速道路）- 関西国際空港第1ターミナル・第2ターミナル[98][99][94][95]
- 関西国際空港第1ターミナル  → （阪神高速道路）→ DOTON PLAZA 大阪（ON1）（関西国際空港第2ターミナルは経由しない）
- 運行開始当初はホテルニューオータニ大阪からなんば黒門市場前を経て関西国際空港までの系統のみでの運行だった。

#### 車両
- 自社便は2人掛け4列リクライニングシート（トイレなし53人乗り）の日野・セレガを使用。

### Airport Limousine（大阪空港リムジンバス）八尾・東大阪線
阪急観光バス（運行開始当初は大阪空港交通）との共同運行。

#### 路線沿革
- 2018年（平成30年）4月18日：1日6往復（大阪バス担当5往復、大阪空港交通担当1往復）で運行開始。
- 2020年（令和2年）
  - 4月1日：新型コロナウイルス感染症の拡大による影響を受けて2往復（うち大阪バス担当1往復、大阪空港交通担当便1往復）が当面の間運休、自社便のみの1日4往復での運行[100]。さらに4月15日からは運休便が拡大し朝晩の1日2往復の運行（自社便のみ）に変更[101]。
  - 5月10日：緊急事態宣言の対象地域が全国へ拡大にしたことに伴い全便運休[102][103]
  - 7月15日：運行再開。これに合わせて運行ダイヤ改正が実施され[104]、新ダイヤでは東大阪長田駅折返しが2.5往復増発された1日8.5往復（大阪バス担当7.5往復、大阪空港交通担当1往復）の予定だが、当面の間は6.5往復（大阪バス担当のみ）で運行[105][106]。
  - 8月2日：新型コロナウイルス感染症の再拡大による影響により、大阪国際空港発の2便が当面の間運休[107][108]。
- 2021年（令和3年）1月15日：1日4往復に変更[109][110]。
- 2023年（令和5年）
  - 3月17日：大阪バス担当便が交通系ICカードに対応[111]。
  - 4月17日：1日2往復に減便[72]。

#### 運行経路・停車箇所
- 近鉄八尾駅（Y2）・東大阪長田駅（Y1） - （阪神高速道路） - 大阪国際空港
- 交通系ICカードの利用については大阪空港交通担当便[112]のみ開業当初から対応していたが、2020年4月1日以降から同社担当便が運休となったため運行する全便が非対応となっていた。しかし2023年3月17日から大阪バス担当便も対応[111]したことから運行される全便が交通系ICカードに対応なっている。
- 2022年7月1日より「大阪（伊丹）空港リムジンバス「スマホ回数券」[113]」利用拡大により同路線でも利用対象路線となる[114][115][116]。
- 大阪バス担当便は近鉄八尾駅まで乗入れるが、阪急観光バス担当便は東大阪長田駅折返し便のみであり、近鉄八尾駅前には乗り入れない。

#### 車両
- 自社便は2人掛け4列リクライニングシート（トイレなし12列）の三菱ふそう・エアロエースまたは日野・セレガを使用。

### HEARTS・博多特急ニュースター号

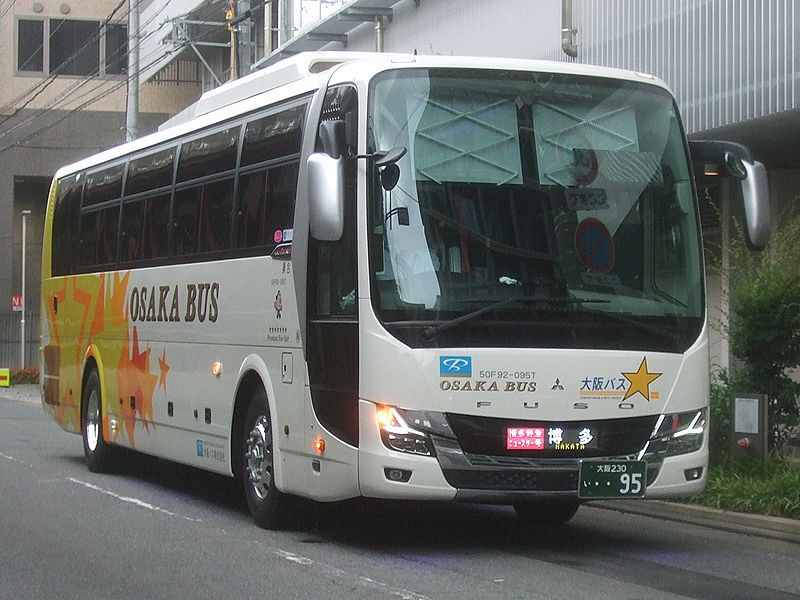
HEARTS・博多特急ニュースター号

#### 運行会社
- 大阪バス
- ロイヤルバス
  - ロイヤルバス担当便は特定日のみの運行。

#### 路線沿革
- 2023年（令和5年）3月1日：1日1往復で運行開始[117]。
- 2024年（令和6年）6月1日：大阪バス運行便が全便運休となる。

#### 運行経路・停車箇所
- 大阪駅停留所　- HEARTSバスステーション博多

#### 車両
- 自社便は独立3列リクライニングシート車、ロイヤルバス担当便は4列シート車で運行。

### Airport Limousine（神戸空港リムジンバス）
神戸空港が2025年から2030年にかけて段階的な国際線就航の実施による国際化が行われることから、空港と都心部のアクセス強化を図ることを目的に開設された路線である。
大阪府内から神戸空港を結ぶ路線としては空港が開港した当初に日本交通がなんば(OCAT)からの路線が運行されていた（2007年4月1日で休止）が、大阪駅からの路線は本路線が初めてである。
関西空港や大阪空港へのリムジンバスが他社との共同運行であるのに対し本路線は大阪バスの単独運行となっている。

#### 路線沿革
- 2023年（令和5年）9月15日：一日4往復で運行開始[119]。
- 2024年（令和6年）
  - 5月1日：一日1.5往復に減便[24][25]。
  - 9月17日：一日2往復に増便[120][121]。
  - 11月10日：一日4往復に増便。大阪駅ののりばが西口高架下の1番のりばに変更。停留所に「道頓堀」[122]と「東大阪布施駅」が追加され、2往復が東大阪布施駅へ運行区間が延長[123][124]。
- 2025年（令和7年）4月18日：神戸空港第2ターミナルの開業に合わせ乗り入れ開始。

#### 運行経路・停車停留所
- 大阪駅 - （阪神高速道路・ハーバーハイウェイ） - 神戸空港
- 東大阪布施駅 - 道頓堀（ホテルビスタ大阪前） - 大阪駅（阪神高速道路・ハーバーハイウェイ） - 神戸空港
- 大阪駅ののりばは桜橋口高架下の1番のりば、降車は2番のりば。神戸空港ののりばは2番のりば。道頓堀ののりばは関西空港Airport Limousine 大阪城・日本橋線が乗入れるDOTON PLAZA 大阪ではなく、斜め向かいにあるホテルビスタ大阪前の停留所。布施駅ののりばは都市間高速バスニュースター号と同じ北口駅前広場の1番のりば。
- 運賃の支払いは現金と交通系ICカード[119]が利用できる他、ジョルダンのアプリ「乗換案内」を使用したモバイルチケットによる事前決済にも対応[125][126]。

#### 車両
- 2人掛け4列リクライニングシート（トイレなし12列）いすゞ・ガーラまたは三菱ふそう・エアロエースを使用。

### 運行休止路線

#### 高知特急ニュースター号
路線沿革
- 2013年（平成25年）
  - 4月1日：「2013年4月24日運行開始予定」や、ダイヤ・バス停等を発表[127]。
  - 4月24日： 1日3往復で運行開始。
  - 12月1日： 「上本町」停留所を新設[38]。
- 2014年（平成26年）
  - 1月14日： 週末の夜行運行（1日1往復）のみに変更[39]。
  - 5月8日： この日より当分の間運行を休止[128]。

運行経路・停車停留所
- 東大阪布施駅・上本町駅・天王寺駅・大阪駅 - 高知駅・はりまや橋

車両
- 一人掛け3列独立リクライニングシート（後部トイレ付）

#### 高松特急ニュースター号
路線沿革
- 2013年（平成25年）
  - 5月18日：「2013年7月18日運行開始予定」や、ダイヤ・バス停等を発表[129]。
  - 7月18日： 1日2往復で運行開始。
  - 12月1日： 1日3往復に増便。高松側の始発・終点を「屋島（健康ランド前）」に変更し「上本町駅」停留所を新設、「高松駅（高松築港）」停留所を「高松駅高速バスターミナル」に変更[130]。
  - 12月20日： 「高松国際ホテル前」停留所を新設。
- 2014年（平成26年）
  - 1月14日： 休日等特定日のみ1往復の運行に変更。「高松国際ホテル前」停留所を廃止[39]。
  - 2月1日： この日より当分の間運行を休止[131]。

運行経路・停車箇所停留所
- 天王寺駅・上本町駅・大阪駅（ALBI前） - 高松駅（高速バスターミナル）・屋島（健康ランド前）

車両
- 一人掛け3列独立リクライニングシート（後部トイレ付）

## 市内路線バス
市内路線バスは東大阪市・八尾市内の交通空白地帯をカバーする目的で、2016年（平成28年）7月29日より運行を開始したのを皮切りに、2020年（令和2年）3月29日からは大阪市内にも一般路線バスの運行が開始されている。
特に東大阪市と八尾市内の路線については上記の理由から自治体などの協業によって新設されている。
これらの市内路線バスのうち運賃の支払いについては路線によって異なり、均一制運賃を採用している御堂筋線と近畿大学線、新大阪駅 - 帝国ホテル大阪 - ホテルニューオータニ大阪線の3路線と金物団地線の布施駅南口から近畿大学前東門前まで区間は現金の他に交通系ICカードとスマホ決済のPayPay、LINE Pay、au PAY、J-Coin Pay、Alipay、WeChatも利用できるのに対し、多区間制運賃を採用している布施八尾線・八尾志紀線・東大阪西地区循環バスの3路線と金物団地線の近畿大学前東門前以南の区間は交通系ICカードやスマホ決済が利用できず現金のみとなっている。
各路線の系統番号は御堂筋線を除いて運行開始当初から設定はされていなかったが、2024年12月から御堂筋線以外の路線にも系統番号が設定され、バスの行先表示や各停留所の時刻表などを順次更新されることが明らかにされ、さらに東大阪市と八尾市内の路線についてはラインカラーが設定された。

### 布施八尾線

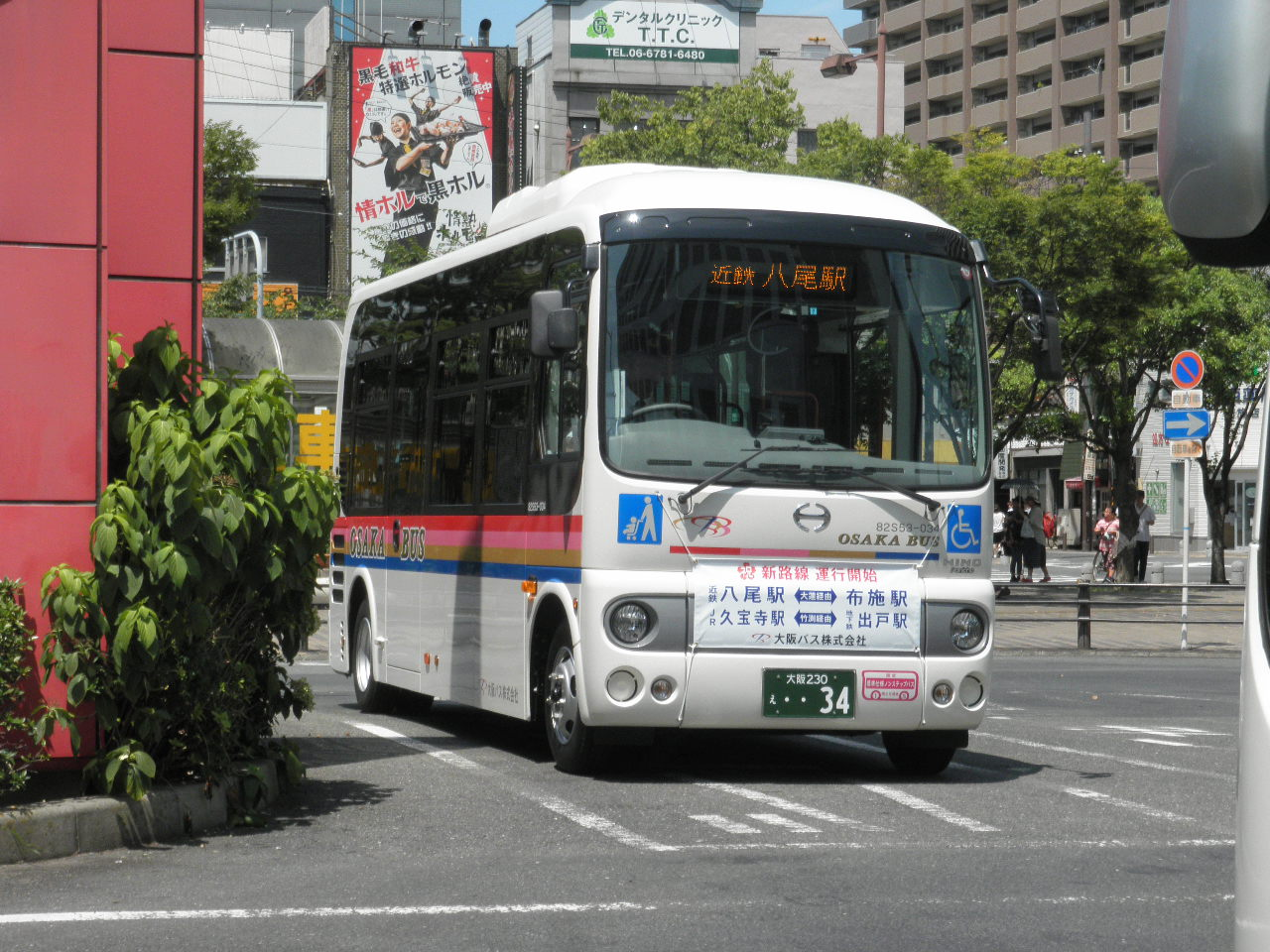
布施八尾線の車両

東大阪市の布施駅 - 近鉄八尾駅間を結ぶ路線。ラインカラーは青色。
元は近鉄バス大蓮線の廃止により交通空白地帯となった大蓮・金岡付近をカバーする路線で、2016年7月29日に新設された。
新設当初はかつての近鉄バス大蓮線とは異なり、大蓮付近では府道173号（八尾街道）から外れ、衣摺・大蓮地区の住宅地および商店街にルートをとっていたが、2020年（令和2年）7月10日からは衣摺・大蓮地区の住宅地や久宝寺緑地を経由せず府道173号線を進む急行便が追加された。
2020年の急行便追加以降は大きな動くがなかったが、2023年から2024年にかけて6回に渡って運行ダイヤなどの変更が行われ、大幅な減便や一部停留所の新設および休止、運行経路の改編などが実施され現在の運行形態となっている。

#### 運行ルート
運行ルートは2016年の開始当初は衣摺・大蓮地区の隘路を経由する系統が1つのみであったが、2020年に衣摺・大蓮地区の住宅地や久宝寺緑地を経由しない急行便の追加された。2023年10月1日から2024年4月1日にかけて複数回実施された運行経路の大幅な改編と一部経路の休止を経て2024年4月1日以降は全便が衣摺・大蓮地区の住宅街へ乗入れが休止され、府道173号線を主に経由する系統のみとなっている。
2023年10月1日から2024年3月31日まで運行されていた長瀬南経由の便は近鉄バス加美線や大阪シティバス19号系統と一部競合する区間が存在したが、これらの競合区間内には停留所が設置されていない。また、経路の関係で長瀬西小学校・長瀬南経由便がJR長瀬駅を経由しないことから、これまで急行便のみ経由させていた俊徳道駅を全便経由させる救済措置が実施されたが、1ヶ月後の2023年11月1日に再び急行便のみ俊徳道駅経由に再変更されている。
なお、2023年10月1日の運行経路改編により本路線が3つの経路に分かれたことから運行に入る車両の行先表示と公式サイトおよび停留所掲示の時刻表にはそれぞれの経路ごとに色分けされる形で案内され、その後2024年12月からは系統番号が設定された。
- F22系統 急行便 大蓮北経由：布施駅南口（3番のりば） - 俊徳道駅 - 牧野病院前 - JR長瀬駅 - 長瀬神社前 - 大蓮北[143]（シティ信金弥刀支店前[144][145]） - 金岡 - シティ信金八尾西支店前 - 近鉄八尾駅 （7番のりば）
- F21系統 大蓮北・久宝寺緑地経由：布施駅南口（3番のりば） - 牧野病院前 - JR長瀬駅 - 長瀬神社前 - 大蓮北[143]（シティ信金弥刀支店前[144][145]） - 金岡 - 久宝寺緑地 - シティ信金八尾西支店前 - 近鉄八尾駅 （7番のりば）

#### 路線沿革
- 2016年（平成28年）7月29日：1日12往復で運行開始。この時点では布施駅は北口発着、八尾市内の久宝寺緑地と近鉄八尾駅の間は停留所がなかった[146]。
- 2017年（平成29年）4月29日：1日19往復に増便、八尾市内（久宝寺緑地 - 近鉄八尾駅間）に停留所を増設し、同時に布施駅のりばを北口から南口に移設[147]。
- 2018年（平成30年）7月1日：1日10往復に減便[148]。
- 2020年（令和2年）7月10日：急行便が2往復（布施発が朝2本、近鉄八尾駅発が夕方2本）新設され、1日12往復に増便[139][149]。
- 2023年（令和5年）
  - 5月1日：「大蓮本通商店街東口」「長瀬東小学校」停留所が終日休止[150]。
  - 5月8日：夜間の1往復が運休。一日11往復に減便[151]。
  - 6月14日：一日5往復に減便[152]。
  - 10月1日：運行ルートの改変を伴う系統の変更。「大蓮北」「シティ信金弥刀支店前」「長瀬南」停留所を新設と「長瀬南小学校」「大蓮本通商店街西口」停留所の休止[153][141][145]、全便が俊徳道駅を経由に変更。
  - 11月1日：急行便以外の運行ルートの一部変更。これにより急行便以外は俊徳道駅を経由しなくなった他、運行時刻の一部が変更[154][155]。
- 2024年（令和6年）
  - 4月1日：長瀬西小学校・長瀬南経由のルートの運行が休止。それにより「長瀬西小学校」「長瀬南」停留所が休止[156][157]。
  - 6月1日：運行ダイヤ変更。運行時刻の変更のみ変更[158][159]。
- 2025年（令和7年）4月1日：ダイヤ改正。時刻の変更のみ。

#### 車両
- 現在は全便が車いす対応の中型ノンステップバスが使用されている。

- 新設初期は経路上にある衣摺・大蓮地区に隘路があったことから、車いす対応の小型ノンステップバスである日野・ポンチョが使用され、後に設定された急行便については衣摺・大蓮地区の隘路を通らないことや八尾志紀線への送り込みを兼ねているため、車いす対応の中型ノンステップが使用されていた。

### 東大阪西地区循環バス
東大阪市の俊徳道駅・布施駅から高井田中央駅を経由し市立東大阪医療センター間を結んでいる路線。ラインカラーは北回り線がオレンジ、機械団地線が黄色。
2019年7月1日に市立東大阪医療センター線として新設された路線を前身としている。
2019年12月21日に俊徳道駅・宝持を経由する系統が新設され、その際、将来的に高井田中央駅経由と宝持経由をつなげた1つの路線にする考えから循環バスの名称が与えられた。循環バスの系統のうちそれぞれ高井田中央駅経由を北回り、宝持経由を南回りとしたが、2020年9月7日に南回りが当面運行を休止して以降は高井田中央駅経由の北回りのみが運行されている。
南回り線が休止して北回りのみの運行となって以降、路線改変が数回にわたって行われているが、2025年4月1日現在も北回り線の名称は継続して使用されている。
2025年4月1日から大阪機械卸売団地と東大阪トラックターミナル周辺を経由する機械団地線が新設されている。

#### 運行ルート

##### 北回り線
- H61系統 北回り：俊徳道駅 - 布施駅南口（3番のりば） - 高井田柳通中 - 高井田中央駅 - フレスポ長田店前 - 東大阪市役所前 - 市立東大阪医療センター
- H62系統 北回り：布施駅南口（3番のりば） - 高井田柳通中 - 高井田中央駅 - フレスポ長田店前 - 東大阪市役所前 - 市立東大阪医療センター
- H63系統 北回り：高井田中央駅 - フレスポ長田店前 - 東大阪市役所前 - 市立東大阪医療センター
- H68系統 北回り：布施駅南口 - 小阪一丁目 - 高井田中央駅 - フレスポ長田店前 - 東大阪市役所前 - 市立東大阪医療センター
- H68系統は高井田中央駅で布施徳庵線のT82系統と東大阪西地区循環バス北回りのH63系統を繋いだ系統となっている。[163]

##### 機械団地線
- H64系統（往路）：俊徳道駅 → 布施駅南口（3番のりば） → 高井田柳通中 → 高井田中央駅 → フレスポ長田店前 → 機械団地西 → トラックターミナル前 → 東大阪市役所前 → 市立東大阪医療センター
- H64系統（復路）：市立東大阪医療センター → 機械団地西 → トラックターミナル前 → 東大阪市役所前 → フレスポ長田店前 → 高井田中央駅 → 高井田柳通中 → 布施駅南口 → 俊徳道駅

#### 路線沿革
- 2018年（平成30年）7月1日：市立東大阪医療センター線として平日11往復、土休日6往復で運行開始（うち平日5往復、土休日3往復は高井田中央駅発着の区間便）[160]。
- 2019年（令和元年）12月21日：俊徳道駅経由の南回りが新設。高井田中央駅経由を北回りとした。北回りおよび南回りの系統を東大阪西地区循環バスとして一体運用される。運行本数も平日8往復、土休日4往復の全線運行に変更。土休日で運行のなかった午前中にも運行されるようになった代わりに、高井田中央駅 - 市立東大阪医療センターの区間便が廃止[164]。
- 2020年（令和2年）
  - 4月13日：新型コロナウイルス感染症の感染拡大の影響・緊急事態宣言の発令に伴い、当面の間平日4往復に減便し、土休日は全便運休に変更[165][166]。
  - 9月7日：ダイヤ変更。南回りを当面の間運行を休止。北回りは平日4往復の減便ダイヤとなる[167][168]。
  - 11月12日：北回りが平日1往復のみに減便。南回りは全便運休が継続される[169]。
- 2021年（令和3年）
  - 4月23日：北回りが全便運行再開。終日4往復での運行となる[170][171]。
  - 12月20日：北回りのダイヤ変更[172]。「東大阪市役所前」「フレスポ長田店前」停留所を新設。それに伴い運行経路の変更が行われ「東大阪長田駅」は通過。運行区間も布施駅南口から俊徳道駅に延長。運行本数は布施駅南口 - 市立東大阪医療センターと高井田中央駅 - 市立東大阪医療センターの区間便を含むを含めて平日10往復、土休日5往復に変更[173]。
- 2023年（令和5年）11月1日：運賃を改定し、210円・230円区間を240円に値上げ[174]。
- 2024年（令和6年）6月1日：ダイヤ変更。土休日および12月29日から1月3日の運行が取り止め。平日のみ運行となる[158][159]。
- 2025年（令和7年）4月1日：ダイヤ変更。機械団地線を新設。これに合わせて「機械団地西」「トラックターミナル前」停留所を新設[175][176]。運行本数は区間便も含めて9往復（うち機械団地線は1.5往復）に変更。
- 2025年（令和7年）6月10日：ダイヤ変更。「シティ信金高井田支店前」「川俣」停留所を新設。

#### 車両
- 運行開始当初は車いす対応の日野・ポンチョを使用されていたが、2019年（平成31年）4月20日から中型ノンステップの日野・レインボーが使用されている[177]。

### 八尾志紀線
八尾市の近鉄八尾駅 - JR志紀駅間を結んでいる路線。ラインカラーは緑色。
近鉄バス志紀線の運行取り止めにより交通空白地帯となった曙川地区をカバーする路線である。
南小阪合町から曙川地区ではかつての近鉄バス志紀線と八尾市コミュニティバス「愛あいバス」中央ルートの一部をカバーする形で、楠根川と府道174号線を縫うようにルートを取っている。
JR志紀駅は東口へ乗入れているが、同駅への乗り入れは2008年6月末に廃止された八尾市コミュニティバス「愛あいバス」以来11年ぶりとなる。

#### 運行ルート
- Y30系統 近鉄八尾駅（7番のりば） - アリオ八尾 - 八尾プリズムホール前 - 八尾徳洲会病院前 - 八尾総合体育館前（ウイング） - 八尾税務署前 - 中田 - 曙川コミセン前 - 柏村町 - アクロスプラザ[178] - JR志紀駅

#### 路線沿革
- 2019年（令和元年）9月23日：1日8往復で運行開始[179]。
- 2020年（令和2年）
  - 4月13日：新型コロナウイルス感染症の感染拡大の影響・緊急事態宣言の発令に伴い、1日6往復に減便[165][166]。
  - 6月15日：運休になっていた2往復の運行が再開。これにより減便ダイヤは解除、所定の運行本数に戻されている[注釈 3]。
- 2021年（令和3年）7月12日：この日から8月17日まで期間限定で1日11往復に増便[181][182][注釈 4]。終了後は所定の本数に戻されている。
- 2022年（令和4年）
  - 4月15日：この日から6月10日まで期間限定で増便[183]。2021年7月の実施時は対象期間の毎日が増便されていたが、今回は曜日によって運行ダイヤが異なり、日中時を対象に3往復増便される曜日と日中時に1往復と夜間に2往復増便される曜日がある他、増便されない曜日が設定されている[184]。また、5月9日からは増便の対象曜日が金曜日～日曜日に変更されている[185][186]。
  - 6月11日：運行ダイヤ変更。金曜日から日曜日を1日11往復に変更[187][188]。それ以外の曜日は従来の1日8往復の運行ダイヤが継続される。
  - この後、2023年（令和5年）3月18日まで増便パターンの変更を繰り返す。
- 2023年（令和5年）
  - 6月14日：一日4往復に減便[152]。
  - 11月1日：運賃を改定し、200円・230円区間を240円に値上げ[174]。
- 2024年（令和6年）6月1日：運行ダイヤ変更。運行時刻の変更のみ[158][159]。
- 2025年（令和7年）
  - 4月1日：運行ダイヤ変更。一日6往復へ増便、運行時刻を変更。
  - 6月10日：運行ダイヤ変更。一日6往復へ増便、運行時刻の変更のみ。

#### 車両
- 車いす対応の中型ノンステップバスを使用

### 近畿大学線
東大阪市の俊徳道駅から近畿大学の東門を結ぶ結ぶ路線。ラインカラーは水色。
2019年にJRおおさか東線の北区間開業に伴う全線開業により、同線の利用する近畿大学の学生及び職員の利便性を図る目的で新設された「俊徳道駅・近畿大学線」を前身とする路線で、開設当初は途中の停留所には停まらないノンストップ・シャトルバスとして運行されていたが、2025年4月1日の金物団地線の新設に合わせた改変により途中の停留所にも停まる普通便が設定される現在の運行体系となっている。
運賃は近鉄バスが八戸ノ里駅から運行されている近大シャトルと同じく120円（小児運賃は60円）で学生・学校関係者以外の一般利用も可能となっている。
運賃の支払には現金の他に交通系ICカードとスマホ決済のPayPay、au PAY、J-Coin Pay、Alipay、WeChatも利用できる。
快速便は俊徳道駅・近畿大学線時代のノンストップ・シャトルバスの後継。
普通便は途中の「俊徳道駅（シティ信金永和支店前）」「菱屋西」「シティ信金上小阪支店前」の各停留所にも停車する。
運行ダイヤは、曜日にかかわらず近畿大学の開校日などの条件により作成される運行カレンダーに基づいて運行される。そのため同路線を利用する際は各停留所または公式サイトに掲載されている運行日カレンダーを確認する必要がある。
運行カレンダーは、本数の多いA運行日（時刻表は赤色）、本数が少なめのB運行日（時刻表は黄色）、そして運休日（時刻表は青色）が設定されている。近畿大学線の運休日であっても並行の金物団地線が運行されているため、バス停の時刻表を見ると運休日にも時刻の記載がある。

#### 運行ルート
- K50系統 普通：俊徳道駅（1番のりば 駅前ロータリー） - 俊徳道駅（2番・3番のりば シティ信金永和支店前[194]） - 菱屋西 - シティ信金上小阪支店前 - 近畿大学東門前（府営東大阪新上小阪住宅前）
- K55系統 快速：俊徳道駅（1番のりば 駅前ロータリー） - （ノンストップ） - 近畿大学東門前（府営東大阪新上小阪住宅前）[137]

#### 路線沿革
- 2020年（令和2年）
  - 8月24日：運行開始。運行ダイヤはA運行日で1日41往復、B運行日で1日33往復となっているが、当面は2020年中はB運行日のみ運行される[190][195]。
  - 12月27日：運行ダイヤ変更。1日12往復の減便ダイヤでの運行に変更。発表当初は当面の間とされていた[196]。
- 2021年（令和3年）1月7日：運行ダイヤ変更。A運行日の1日41往復に変更はなく、B運行日は23往復に減便。近畿大学の休校日に合わせたC運行日を新たに設定（2020年12月27日からの減便ダイヤを元に、運行時刻を変更）[197][198]。
- 2022年（令和4年）2月14日：C運行日のみダイヤ変更。運行時刻を一部変更と運行本数を10往復に減便[199][200]。A運行日とB運行日のダイヤは変更なし。
- 2023年（令和5年）
  - 1月27日：簡易型ICOCA端末導入による交通系ICカードの利用開始[133][134]。
  - 5月8日：B運行日のみダイヤ変更。朝の通学時間帯に1往復増便され24往復となる[201]。
  - 11月1日：運賃を100円から120円に値上げ[174]。
- 2024年（令和6年）
  - 8月10日：運行ダイヤ変更。日曜祝日（大学の開校日など一部を除く）の運行が取り止めとなる[202]。
- 2025年（令和7年）
  - 4月1日：運行ダイヤ・運行体系変更。路線名を「近畿大学線」に変更。「俊徳道駅（シティ信金永和支店前）」の新設。東大阪医療センター行き南回りの運休により使用が休止されていた「菱屋西」「シティ信金上小阪支店前」の使用再開。運行本数はAダイヤ17往復、Bダイヤ7往復で快速便（K55系統）は朝夕の一部のみに変更。

#### 車両
- 車椅子対応の大型および中型ノンステップバスが使用されている。

### 金物団地線
東大阪市の布施駅南口から俊徳道駅と金物団地を経由し近鉄八尾駅を結ぶ路線。俊徳道駅から金物団地までの運行経路は2017年3月31日に運行休止となった近鉄バス上小阪線の沿う形で経路が設定されている。ラインカラーはピンク。
- 東大阪市の俊徳道駅から近畿大学前東門前までの区間を近畿大学線、八尾市の旧シティ信金八尾西支店前から近鉄八尾駅までの区間を布施八尾線とそれぞれ重複する。運賃は近畿大学線が重複する布施駅南口から近畿大学前東門前まで区間に限り大人120円、小児60円の均一運賃で、交通系ICカードとスマホ決済のPayPay、au PAY、J-Coin Pay、Alipay、WeChatが利用できるが、それ以外は多区間制運賃が適用されるため支払は現金のみとなっている。

#### 運行ルート
全線通しの便は各停留所に停まる普通便のみとなっているが、朝の初発便と夕方の最終便が布施駅 - 金物団地の区間便となり、そのうち朝の金物団地行きと夕方の布施駅行きが快速便となっている。
- 全線通し便（各停留所に停まる普通便のみ）
  - K54系統：布施駅南口（5番のりば） - 俊徳道駅（シティ信金永和支店前） - 菱屋西 - シティ信金上小阪支店前 - 近畿大学東門前 - 近江堂リージョンセンター前 - 金物団地 - 旧シティ信金八尾西支店前 - 久宝寺住宅前 - 八尾本町 - シティ信金八尾営業部前 - 近鉄八尾駅

- 区間便（朝夕のみ、快速便あり）
  - K51系統 普通：俊徳道駅（1番のりば 駅前ロータリー） - 俊徳道駅（シティ信金永和支店前） - 菱屋西 - 近畿大学東門前 - 近江堂リージョンセンター前 - 金物団地
  - K56系統 快速：布施駅南口（5番のりば） - 俊徳道駅（シティ信金永和支店前） - 近畿大学東門前 - 金物団地

#### 路線沿革
- 2025年（令和7年）
  - 4月1日：1日5往復（全線通し便が3往復、区間便は朝夕それぞれ1往復ずつ）で運行開始。
  - 6月10日：ダイヤ改正。時刻の変更のみ。

### 布施徳庵線
近鉄バス布施線徳庵系統が2024年9月21日で休止したことで生じた公共交通空白地帯となった楠根・稲田地区をフォローする路線として2025年6月10日に開設された。近鉄バス布施線徳庵系統との違いは稲田地区の片ループ区間の経路が若干異なる他、楠根地区以南の経路が大きく異なり、高井田中央駅を経由するため中央大通を通るなどの差異がある。

#### 運行ルート[204]
- T81系統：布施駅南口 → 永和駅前 → 小阪一丁目 → 高井田中央駅 → 徳庵駅前 → 大バス稲田車庫前 → 稲田住宅南口 → 高井田中央駅 → 小阪一丁目 → 布施駅南口
- T82系統：布施駅南口 - 永和駅前 - 小阪一丁目 - 高井田中央駅
- H68系統：布施駅南口 - 永和駅前 - 小阪一丁目 - 高井田中央駅 - フレスポ長田店前 - 東大阪市役所前 - 市立東大阪医療センター

- H68系統は高井田中央駅で布施徳庵線のT82系統と東大阪西地区循環バス北回りの区間便を繋いだ系統となっている[163]。
- T82系統とH68系統は平日のみ運行で土休日と年末年始（12月29日～1月3日）は運行されない。

#### 路線沿革
- 2025年（令和7年）5月10日：平日1日6往復、土休日および年末年始（12月29日～1月3日）1日4往復で運行開始[163]

#### 車両
- 徳庵駅前へ向かうT81系統は徳庵駅付近の道路が隘路であるため車いす対応の小型ノンステップバスが使用されている。
- 高井田中央までの区間便であるT82系統と市立東大阪医療センターへ向かうT82系統は車いす対応の中型ノンステップバスが使用される。

### 御堂筋線
大阪駅を起点に心斎橋大丸前・ホテルニューオータニ大阪・なんば黒門市場前・ホテルプラザオーサカを結ぶ路線である。
5系統あるうち、大阪駅から心斎橋大丸前への系統は大阪シティバス8号系統と運行経路で重複する部分があるが、両者とも大阪駅側・心斎橋側共にのりばの場所 が異なるほか、運行経路中に複数の停留所が設置され運行経路も実質ループ系統となっている大阪シティバスの系統に対し、大阪バスの系統は大阪駅から心斎橋大丸前まで停留所は数カ所に絞られている。また、なんば黒門市場前発の系統は大阪駅行きのみとなっている。
運賃は既設の東大阪市及び八尾市内の路線とは異なり、大人210円、小児110円の均一運賃となっている。運賃の支払には現金の他に交通系ICカードとスマホ決済のPayPay、LINE Pay、au PAY、J-Coin Pay、Alipay、WeChatが利用できる。

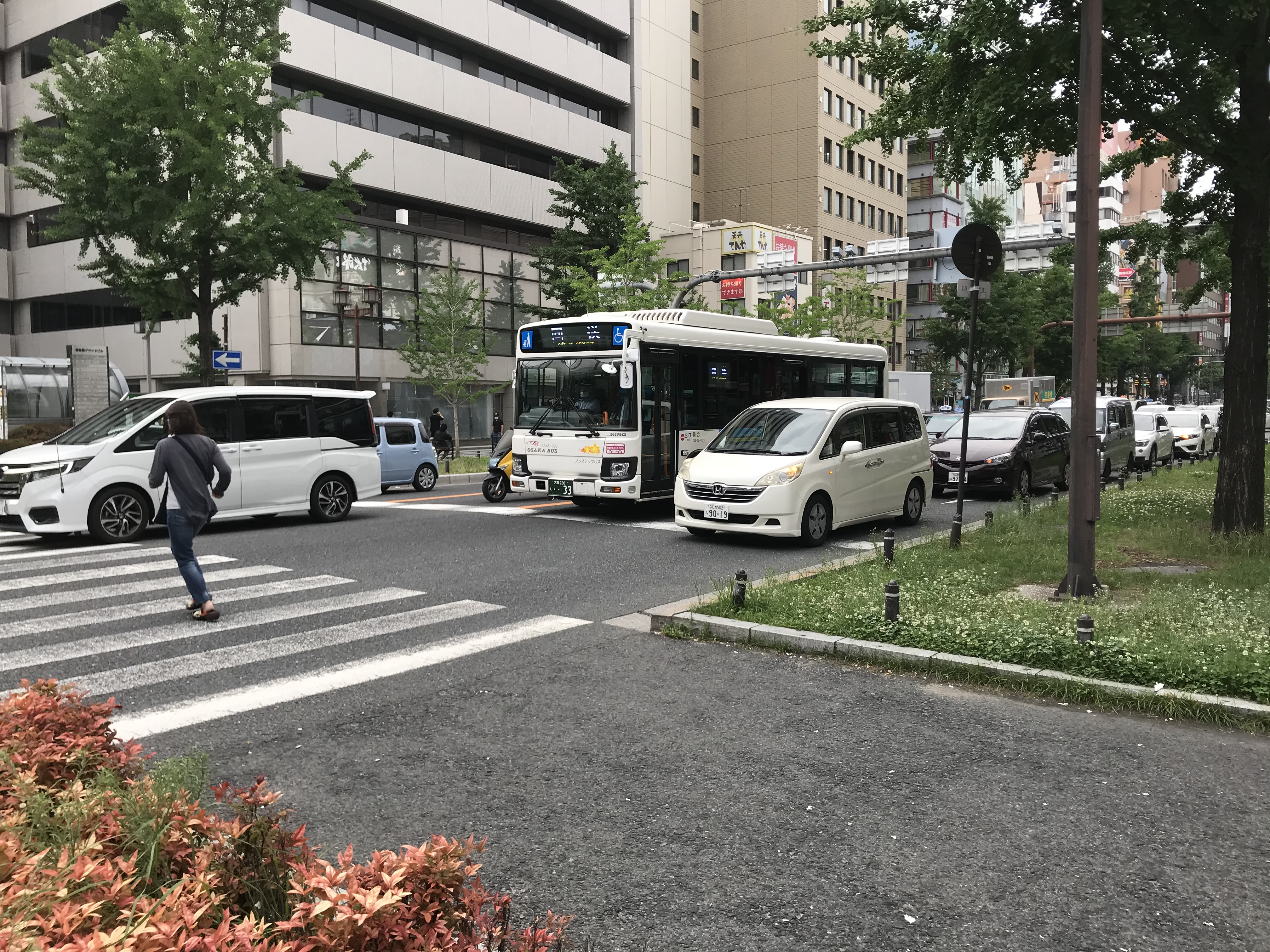
難波交差点（17:01撮影）

#### 運行ルート[208]
- M01系統：大阪駅（桜橋口[206]） → 北新地 → 心斎橋大丸前 → 道頓堀 → 堺筋本町 → 大阪駅（桜橋口）
- M02系統：大阪駅（桜橋口） → 北新地 → 心斎橋大丸前 → なんば黒門市場前
- M03系統：なんば黒門市場前 → 道頓堀 → 堺筋本町 → 大阪駅（桜橋口）
- M04系統：大阪駅（桜橋口） - ホテルニューオータニ大阪
- M05系統：大阪駅（桜橋口） - ホテルプラザオーサカ

#### 路線沿革
- 2020年（令和2年）
  - 3月29日：大阪駅を起終点に心斎橋大丸前・ホテルニューオータニ大阪・なんば黒門市場前の3系統を平日33往復・休日45往復で運行開始[209][210][211]。
  - 8月15日：運行ダイヤ変更。平日34往復・休日45.5往復に増便[212][213]。これに合せて大阪駅のりばがエキマルシェ大阪前（2番のりば）からALBi前（1番のりば）に変更[214]。
  - 9月1日：当面の間、平日ダイヤでの運行に変更[215]。
- 2021年（令和3年）12月24日：運行ダイヤ変更。大阪駅からホテルプラザオーサカの系統を新設[216]。「北新地」「道頓堀」「堺筋本町」停留所を新設[217]。
- 2022年（令和4年）10月1日：運行ダイヤ変更。1日12往復に減便[218]。
- 2023年（令和5年）1月27日：簡易型ICOCA端末導入による交通系ICカードの利用開始[133][134]。
- 2024年（令和6年）
  - 7月1日：運行ダイヤ変更。1日5往復に減便。
  - 7月17日：大阪商工×けろけろけろっぴバスの運行が開始。
  - 12月1日：大阪駅ののりばをホテルプラザオーサカ行きを除いて2番のりばに変更。大阪駅 - ホテルプラザオーサカ間の運行経路を中津交差点経由から福島6丁目交差点経由に変更。
- 2025年（令和7年）1月1日：大阪商工×けろけろけろっぴバス運用時に限り、オリジナルステッカーの配布が開始。

#### 車両
- 車いす対応の中型ノンステップバス使用されているが、運行開始当初は大型ノンステップバスも使用されていた[132][211]。

### 運行休止路線

#### 布施八尾線（大蓮本通商店街西口経由）
2016年7月29日に路線が新設された当初の経路で、狭隘だった衣摺・大蓮地区の住宅地や商店街を通ることから、車両は小型ノンステップバスの日野ポンチョが使用されていた。
2023年10月1日に経路変更と停留所の休止が実施されため、現在の隘路を避ける経路に改編された。

#### 運行ルート
- 布施駅南口（3番のりば） - 牧野病院前 - JR長瀬駅 - 長瀬神社前 - 長瀬西小学校 - 長瀬南小学校 - 大蓮本通商店街西口 - 長瀬東小学校 - 金岡 - 久宝寺緑地 - シティ信金八尾西支店前 - 近鉄八尾駅（7番のりば）

#### 久宝寺出戸線
八尾市のJR久宝寺駅 - 大阪市平野区の地下鉄出戸駅間を結んでいた路線である。
八尾市西部の交通空白地帯である竹渕地区をカバーする路線であったが、道路が狭隘である竹渕地区は通行規制も多いことから、同地区内のニーズに合った運行ルートや停留所の設定が出来ず、運行開始当初から利用が低迷。2019年3月をもって運行が休止された。
これを受けて八尾市では乗合タクシーによる代替を検討、その結果、地元タクシー会社の龍華交通に運行委託する形で2021年2月1日より「八尾市乗合タクシー」として実証運行を開始、現在に至っている。

##### 運行ルート
- JR久宝寺駅 - 八尾市立病院 - 跡部本町三丁目 - 竹渕コミュニティセンター - 地下鉄出戸駅（イオン長吉店前）

##### 路線沿革
- 2016年（平成28年）7月29日：1日6往復で運行開始[146]。
- 2019年（平成31年）3月31日：1日1往復に減便されたが、運行休止となった。

##### 車両
- 竹渕地区が隘路であることから、車いす対応の日野・ポンチョが使用されていた。

#### 東大阪西地区循環バス（南回り）
2017年3月31日に近鉄バス上小阪線が運行取り止めになったことにより生じた公共交通空白地帯をカバーする目的で、東大阪市の誘致 により2019年12月21日に新設された路線であったが、新型コロナウイルス感染症の感染拡大の影響・緊急事態宣言の発令に伴い2020年4月13日から平日運行のみとなり、その後2020年9月7日から運行が当面休止となったが、2021年4月23日に北回りの運行再開されて以降も運行休止のままとなっている。
なお、2020年（令和2年）8月24日に運行が開始された俊徳道駅・近畿大学線は南回りの俊徳道駅 - 宝持の経路が活用されたものの、途中の停留所はからの利用は出来出来なかったが、2025年4月1日の金物団地線の新設に合わせた運行体系の改変により菱屋西とシティ信金八尾西支店前の2停留所の使用が再開されている。
運行開始当初、大阪バスでは将来的に北回りと南回り系統をつなげた路線にする考えから循環バスの名称が与えられたが、南回りの運行が開始された時点では経由地が異なる系統を車両運用上で結んでいるのみであり、運賃体系は北回り・南回りで独立したものであった。そのため布施駅南口または市立東大阪医療センターを跨いでの利用をする場合、両停留所までの運賃を一度精算した後、もう一度整理券を取った上で降車時に布施駅南口または市立東大阪医療センターからの運賃を精算するように案内されていた。

##### 運行ルート
- 布施駅南口（3番のりば） - 俊徳道駅 - 宝持 - 市立東大阪医療センター

##### 路線沿革
- 2019年（令和元年）12月21日：俊徳道駅経由のルートとして新設。市立東大阪医療センター線として先に運行が開始されていた高井田中央駅経由の北回り系統と一体で運用される。運行本数は平日8往復、土休日4往復[164]。
- 2020年（令和2年）
  - 4月13日：新型コロナウイルス感染症の感染拡大の影響・緊急事態宣言の発令に伴い、当面の間平日4往復に減便し、土休日は全便運休に変更[165][166]。
  - 9月7日：ダイヤ変更。南回りを当面の間運行を休止[167][168]。

#### 新大阪駅 - 帝国ホテル大阪 - ホテルニューオータニ大阪線
新大阪駅から帝国ホテル大阪を経由しホテルニューオータニ大阪を結ぶ路線である。
新大阪駅の乗り場は北口のニッセイ新大阪ビル東側のバスのりば（JR新大阪駅北口停留所）にある。
運賃は大人210円、子供110円の均一運賃で現金の他に交通系ICカードとスマホ決済のPayPay、LINE Pay、au PAY、J-Coin Pay、Alipay、WeChatが利用できる。
2023年2月25日から運行が開始されたが、2024年7月7日に運行が休止されている。

##### 運行ルート
JR新大阪駅北口 - 帝国ホテル大阪 - 大阪城・ホテルニューオータニ大阪

##### 路線沿革
- 2023年（令和5年）2月25日：1日7往復で運行開始[229][231][230]
- 2023年（令和5年）8月1日：運行ダイヤ改正。1日4往復に減便[232][233]
- 2024年（令和6年）7月7日：運行休止[234]。

## 車両
車両は、京滋三菱ふそう自動車販売（現・三菱ふそうトラック・バス 近畿ふそう）で設計担当の経歴を持つ西村信義（前田観光自動車社長）が東京バスグループの初代社長を務めたことから、すべて三菱ふそう車に統一されていた。大阪西鉄観光バスの買収当時は同じ西鉄系の西日本車体工業製車体架装車も転入してきたが純正車体車に代替された。
現在は日野自動車やいすゞ自動車の車も導入されている。買収された各社に日野車が導入されていたことの名残でもあり、特に旧東京近鉄観光バスは親会社の近鉄バスが日野自動車と関係が深いこともあり保有車両の大半は日野製であった。現在では新車としても導入されている。
旧クリスタル観光バスからの譲渡車（旧東京近鉄観光バス等の塗装）については、買収後に早期に新車へ置き換えられ塗装統一も進んだが、車体の社名表記や側面に小さく入ったイラスト・文字などで判別別可能である（東京バスのゆるキャラ「バスゴリ」のイラスト、大阪バスの大阪城やOSAKAの文字、北海道バスの北海道の形を示した図、京都観光バスの東寺五重塔と大文字焼のイラスト、アクロス大阪バスの旧アクロス観光バスのカラーリングデザインを模したイラスト、北部観光バスのバスゴリとイルカが手を繋いだイラスト）。全般的に車齢が若い。
市内路線の車両は、運行開始初期の2016年は日野自動車製の小型バスのみであったが、その後の路線網拡大により中型バス・大型バスも導入され、こちらは日野自動車製以外にいすゞ自動車製や三菱ふそう製も導入されている。

## タクシー事業

### 直営
- 大阪バス株式会社
  - 大阪府東大阪市高井田中3丁目6番21号

大阪バスで発足させた一課と東大阪中央タクシー・東大阪オーケーを前身とする二課がある。両者は行燈で区別することができる。

### 系列
- 東京バス株式会社　神戸銀星タクシー営業所（旧・銀星交通）
  - 兵庫県神戸市長田区房王寺町6丁目2-37
- 大バス関西タクシー株式会社
  - 京都市山科区東野舞台町1番地
- 福井バス株式会社
  - 福井県坂井市春江町本堂27字43番6
- 大バス日ノ出交通株式会社
  - 福井県福井市羽水一丁目702
- 文化交通株式会社
  - 愛知県名古屋市中区新栄1-33-14
- 日の出交通株式会社
  - 東京都足立区本木1丁目25−7

#### 過去の系列
- 大阪バスタクシー神戸営業所
  - 兵庫県神戸市中央区港島3丁目7番

東京バス神戸銀星タクシーへ統合の後 東京・日本交通に譲渡。
- 大阪バスタクシー京都営業所（元京聯自動車→一番株式会社京都営業所）普通車60台　特大車6台　合計66台　2021・4・26〜
  - 京都府京都市南区上鳥羽金仏34

大バス関西タクシー株式会社へ統合。
- 京都観光バス株式会社
  - 京都市南区上鳥羽大物町37番地

大バス関西タクシー株式会社へ統合。
- 大バス太平タクシー株式会社、大バス米運タクシー株式会社
  - 大阪府守口市金田町4丁目7番10号

東京・日本交通に譲渡。